# Gavleån
Der Gavleån, auch Gävleån ist ein Fluss in Schweden. 
Er bildet den Abfluss des Sees Storsjön, von dem er ungefähr 21 Kilometer nach Osten fließt und in der Stadt Gävle in den Bottnischen Meerbusen mündet.
Der Gävleån hat eine mittlere Wasserführung von 21 m³/s, die sich bei der Schneeschmelze im Frühjahr verzehnfachen kann.
Der Gävleån war bekannt als eines der an Edelkrebsen reichsten Gewässer in Schweden, aber 1990 eliminierte eine unbekannte Krankheit den gesamten Bestand. Eine Erneuerung des Bestandes scheint nach der illegalen Aussetzung von Signalkrebsen unwahrscheinlich.